# Sanremo Women
La Sanremo Women è una corsa in linea femminile di ciclismo su strada che si tiene in Liguria, in Italia, dal 1999. Fa parte del calendario dell'UCI Women's World Tour. La corsa, organizzata da RCS Sport, costituisce una versione femminile della Milano-Sanremo.
Dal 1999 al 2005 era nota come Primavera rosa e percorreva gli ultimi 118 chilometri della prova maschile, da Varazze a Sanremo, con le ascese di Cipressa e Poggio. Dal 2025 la gara è stata reintrodotta nel calendario UCI Women's World Tour, con la partenza da Genova e con l'arrivo a Sanremo in Via Roma.

## Albo d'oro
Aggiornato all'edizione 2025.
| Anno           | Vincitrice        | Seconda              | Terza            |
| Primavera Rosa |                   |                      |                  |
| -------------- | ----------------- | -------------------- | ---------------- |
| 1999           | Sara Felloni      | Gabriella Pregnolato | Chantal Beltman  |
| 2000           | Diana Žiliūtė     | Ina-Yoko Teutenberg  | Giovanna Troldi  |
| 2001           | Susanne Ljungskog | Mirjam Melchers      | Sara Felloni     |
| 2002           | Mirjam Melchers   | Diana Žiliūtė        | Chantal Beltman  |
| 2003           | Zul'fija Zabirova | Regina Schleicher    | Rochelle Gilmore |
| 2004           | Zul'fija Zabirova | Mirjam Melchers      | Oenone Wood      |
| 2005           | Trixi Worrack     | Nicole Cooke         | Oenone Wood      |
| 2006           | cancellata        | cancellata           | cancellata       |
| 2007-2024      | non disputata     | non disputata        | non disputata    |
| Sanremo Women  |                   |                      |                  |
| 2025           | Lorena Wiebes     | Marianne Vos         | Noemi Rüegg      |